# 白腹游蛇
白腹游蛇為華游蛇在臺灣的特有亞種，棲息於臺灣中低海拔水域，首次發現於臺灣南部的瑪卡札亞札亞社（今屏東縣瑪家鄉瑪家部落），由動物學家牧茂市郎於1931年命名。亞種名「suriki」是這種蛇在瑪家的排灣語稱呼，中文名則源自牧茂取的和名「白腹水蛇」（日语： shirohara-mizuhebi），指其灰白色的腹部。

## 描述
白腹游蛇是一種中型的蛇類，最大全長可達1公尺，在外型上與赤腹游蛇相似，但是頭部比赤腹游蛇尖細。體背呈棕黑色，有不明顯黑色交錯橫紋或橫帶，略呈菱斑排列。幼蛇或剛蛻皮個體體色較淡，橫紋較為明顯；腹部灰白色，有黑褐色斑紋交錯排列或相連成一條橫帶。鱗片粗糙，具明顯稜脊。於夏季產卵，每窩可產卵4到25枚，有護卵的行為，出生仔蛇約17公分。

## 分布
白腹游蛇廣泛分布於臺灣全島1500公尺以下之中低海拔地區乾淨溪流之水域。在台灣數量普遍，但卻是重要的溪流環境指標。

## 習性
只分布在清澈、水流不太湍急的溪流、河川，在台灣北部一些菰田也有分布的跡象。游泳速度快，可在水中潛水，常會潛在水中探頭出水面呼吸。這種蛇類並沒有毒性，不會隨意的咬人。白腹游蛇主要是以河川的魚類作為主要的食物，偶爾也會吃蝦子、蝌蚪、蛙類。

## 外部連結
- Sinonatrix percarinata suriki - Eastern Water Snake （页面存档备份，存于）